# Alainites oukaimeden
Alainites oukaimeden is een haft uit de familie Baetidae. De wetenschappelijke naam van de soort is voor het eerst geldig gepubliceerd in 1991 door Thomas & Sartori.
De soort komt voor in het Palearctisch gebied.